# Reijo Ruotsalainen
Reijo Ruotsalainen (* 1. dubna 1960 Oulu) je bývalý finský lední hokejista hrající na pozici obránce. Díky rychlosti a herní inteligenci se v obraně uplatnil navzdory drobnější postavě (173 cm a 75 kg) a pro své ofenzivní schopnosti byl často nasazován na přesilovky. Byl známý pod přezdívkou Rexi. Po ukončení aktivní činnosti se stal trenérem.

## Klubová kariéra
Je odchovancem klubu Kärpät Oulu, za který hrál od roku 1977 finskou nejvyšší soutěž. V roce 1981 získal s Kärpätem premiérový mistrovský titul. Poté odešel do National Hockey League, kde odehrál sedm sezón a 532 zápasů. V letech 1981 až 1986 hrál za New York Rangers, pak odešel do Edmonton Oilers, s nimiž získal v letech 1987 a 1990 Stanley Cup, krátce působil také v New Jersey Devils. V Evropě působil v HV71, Tappaře, KalPa, SC Bern (mistr Švýcarska 1989, 1991 a 1992) a ZSC Lions. Kariéru ukončil v roce 1998 v Kärpätu.

## Reprezentační kariéra
Hrál za Finsko na mistrovství Evropy juniorů v ledním hokeji 1976 (třetí místo) a 1977 (čtvrté místo) a na mistrovství světa juniorů v ledním hokeji 1977 (čtvrté místo), 1978 (šesté místo), 1979 (čtvrté místo) a 1980 (druhé místo). Na seniorské úrovni se zúčastnil pěti světových šampionátů: 1978 (sedmé místo), 1979 (páté místo), 1981 (šesté místo), 1985 (páté místo) a 1989 (páté místo). Startoval také na Kanadském poháru v letech 1981 a 1987, v obou případech skončil jeho tým na posledním šestém místě. Byl členem mužstva, které na olympiádě v Calgary v roce 1988 skončilo druhé a vybojovalo tak pro finský hokej vůbec první medaili z vrcholné mezinárodní akce.

## Individuální ocenění
- Nejlepší obránce finské ligy 1980 a 1981
- Nejlepší obránce mistrovství světa juniorů 1980
- Nominace na NHL All-Star Game 1986
- Člen Síně slávy finského hokeje
- Číslo 10 bylo v Kärpätu Oulu na jeho památku vyřazeno[4]